# 爛漫
《爛漫》（日语：らんまん）是日本放送協會第108部晨間劇，自2023年4月3日至2023年9月29日在NHK綜合頻道播出，由NHK放送中心（AK局）拍攝製作，由神木隆之介主演。

## 故事簡介，企劃與製作
本劇以有「日本植物學之父」之稱的植物學家牧野富太郎的半生為藍本，在提倡永續環境為目標的國際社會下，透過主角對花草植物的熱忱及生物多樣性的貢獻，提供人民面對不安未來下前進的動力。故事背景設定於江戶時代末期，槙野萬太郎出生於高知縣富裕的製酒商家，個性開朗卻身體虛弱，幼時父母雙亡的他由祖母撫養成長，並致力培養其成為可靠的繼承人；在進入藩校就讀後，萬太郎開始自學各種學問，也發現了自己對植物的熱愛，因此在明治維新實施新的就學制度，萬太郎重新就讀小學，爾後因不滿足學校所教授的有限知識而主動退學，並透過幫忙家業及採集植物為生；在萬太郎首次上京參加「內國勸業博覽會」的契機下，他認識了許多知名的自然學家及海內外稀有的植物，也憑藉對植物的熱愛進入東京帝國大學擔任研究助手，持續發現新物種並賦予學名；不久後他與妻子壽惠子結婚並產下孩子，並立志編纂日本首本植物圖鑑，期望世人能了解植物的美妙及有趣。
本劇標題「爛漫」可以解釋為春暖花開生機旺盛的「春爛漫」，以及形容人性情開朗感情豐富的「天真爛漫」。2022年2月2日發表製作概要，並宣布主角槙野萬太郎由神木隆之介飾演；5月10日宣布主角的妻子壽惠子由濱邊美波演出，兩位演員皆未透過試鏡海選，而為製作人指名欽點演出。繼《歡呼》後再次及史上第13位男主角演出晨間劇。

## 登場人物

### 主角
- 槙野萬太郎：神木隆之介（幼年期：森優理斗）

本劇主角。
- 西村壽惠子→槙野壽惠子：濱邊美波

萬太郎的妻子。

### 槙野家
- 槙野瀧（槙野タキ）：松坂慶子

萬太郎的祖母。
- 槙野久（槙野ヒサ）：廣末涼子

萬太郎的母親。
- 槙野綾：佐久間由衣

萬太郎的姐姐。
- 槙野百喜（槙野ももき)：松岡廣大

萬太郎的兒子。

### 高知的人們
- 竹雄：志尊淳

萬太郎的青梅竹馬。
- 幸吉：笠松將（日语：笠松将）

槙野酒造的員工。
- 珠：中村里帆（日语：中村里帆）

槙野酒造的女傭。
- 楠野喜江：島崎和歌子（日语：島崎和歌子）

自由民權運動家。
- 池田蘭光：寺脇康文

萬太郎的老師。
- 天狗／坂本龍馬：藤岡靛

土佐的脫藩浪士、幕末時期的志士。
- 早川逸馬：宮野真守

高知的自由民權運動家。
- 中濱萬次郎：宇崎龍童

另一名字是約翰萬次郎。本來是土佐的漁夫，因遇難而去到美國。
- 濱村義兵衛：三山宏

高知吳服店「仙石屋」的老闆。

### 東京的人們
- 西村松（西村まつ）：牧瀨里穗（日语：牧瀬里穂）

壽惠子的母親。
- 笠崎美惠（笠崎みえ）：宮澤艾瑪

壽惠子的阿姨。
- 阿部文太：池內萬作（日语：池内万作）

和菓子店「白梅堂」的師傅。

#### 博物馆
- 野田基善：田邊誠一

萬太郎憧憬的植物學者。
- 里中芳生：伊藤正幸（日语：いとうせいこう）

萬太郎憧憬的植物學者。

#### 十德長屋
- 倉木隼人：大東駿介

萬太郎所居住的「十德長屋」的住戶。
- 倉木英（倉木えい）：成海璃子

隼人的妻子。
- 及川福治：池田鐵洋（日语：池田鉄洋）

萬太郎所居住的「十德長屋」的住戶。
- 江口凜（江口りん）：安藤玉惠（日语：安藤玉恵）

「十德長屋」的管理人。
- 宇佐見優（宇佐見ゆう）：山谷花純

萬太郎所居住的「十德長屋」的住戶。
- 廣瀨佑一郎：中村蒼

萬太郎就讀名教館時的同學。

#### 東京大學植物學教室
- 田邊彰久：要潤

東京大學植物學教室的初代教授。
- 德永政市：田中哲司

東京大學植物學教室的助理教授。
- 大洼昭三郎：今野浩喜

東京大學植物學教室的讲师。
- 波多野泰久：前原滉

東京大學植物學科二年级学生。
- 藤丸次郎：前原瑞樹

東京大學植物學科二年级学生。

#### 大畑印刷廠
- 大畑義平：奥田瑛二

大畑印刷廠廠主。
- 大畑市（大畑イチ）：鶴田真由

義平的妻子。
- 大畑佳代：田村芽實

義平的女儿

## 播出日程
| 1                                                        | 1－5     | 2023年4月3日－4月7日 （五葉黃連） | 渡邊良雄          | 15.4% |
| 2                                                        | 6－10    | 4月10日－4月14日 （戟形蝦脊蘭）   | 渡邊良雄          | 15.1% |
| 3                                                        | 11－15   | 4月17日－4月21日 （上臈杜鵑草）   | 渡邊良雄          | 15.8% |
| 4                                                        | 16－20   | 4月24日－4月28日 （日本百合）     | 津田溫子          | 15.8% |
| 5                                                        | 21－25   | 5月1日－5月5日 （血紅石蒜）       | 津田溫子          | 14.4% |
| 6                                                        | 26－30   | 5月8日－5月12日 （魚腥草）        | 渡邊良雄          | 16.5% |
| 7                                                        | 31－35   | 5月15日－5月19日 （牡丹）         | 渡邊良雄          | 16.3% |
| 8                                                        | 36－40   | 5月22日－5月26日 （白三葉草）     | 津田溫子          | 16.3% |
| 9                                                        | 41－45   | 5月29日－6月2日 （異匙葉藻）      | 深川貴志          | 16.1% |
| 10                                                       | 46－50   | 6月5日－6月9日 （大薊）           | 深川貴志          | 16.5% |
| 11                                                       | 51－55   | 6月12日－6月16日 （瓠瓜）         | 渡邊哲也          | 17.1% |
| 12                                                       | 56－60   | 6月19日－6月23日 （圓葉景天）     | 渡邊良雄          | 17.3% |
| 13                                                       | 61－65   | 6月26日－6月30日 （日本山櫻）     | 渡邊良雄          | 17.0% |
| 14                                                       | 66－70   | 7月3日－7月7日 （鐵線蕨）         | 深川貴志          | 17.0% |
| 15                                                       | 71－75   | 7月10日－7月14日 （大和草）       | 石川慎一郎        | 17.1% |
| 16                                                       | 76－80   | 7月17日－7月21日 （指柱蘭）       | 津田温子          | 16.3% |
| 17                                                       | 81－85   | 7月24日－7月28日 （日本貉藻）     | 渡邊哲也          | 16.8% |
| 18                                                       | 86－90   | 7月31日－8月4日 （小堇菜）        | 渡邊良雄          | 16.8% |
| 19                                                       | 91－95   | 8月7日－8月11日 （奴草）          | 渡邊良雄          | 16.8% |
| 20                                                       | 96－100  | 8月14日－8月18日 （黃山梅）       | 深川貴志          | 17.1% |
| 21                                                       | 101－105 | 8月21日－8月25日 （野路菊）       | 津田溫子          | 17.4% |
| 22                                                       | 106－110 | 8月28日－9月1日 （愛玉子）        | 小林直毅          | 17.5% |
| 23                                                       | 111－115 | 9月4日－9月8日 （楊梅）           | 石川慎一郎        | 17.8% |
| 24                                                       | 116－120 | 9月11日－9月15日 （日本蛇菰）     | 廻田博思 深川貴志 | 17.1% |
| 25                                                       | 121－125 | 9月18日－9月22日 （紅花酢漿草）   | 渡邊良雄          | 17.3% |
| 26                                                       | 126－130 | 9月25日－9月29日 （壽衛子細竹）   | 渡邊良雄          | 17.6% |
| 平均收視率 16.6%（收視率由Video Research於關東地區統計） |          |                                   |                   |       |

## 製作人員
- 編劇：長田育惠（日语：長田育恵）
- 音樂：阿部海太郎
- 主題曲：愛繆
- 旁白：宮崎葵
- 導演：渡邊良雄、津田溫子
- 製作人：板垣麻衣子、淺沼利信
- 宣傳製作人：藤原敬久
- 製作統籌：松川博敬

## 外部連結
- NHK官方網站 （页面存档备份，存于）
- 爛漫的X（前Twitter）
- 爛漫的Instagram帳戶

| 日本 NHK 連續電視小說                     | 日本 NHK 連續電視小說              | 日本 NHK 連續電視小說 |
| ----------------------------------------- | ---------------------------------- | --------------------- |
|                                           | 爛漫 （2023年4月3日－9月29日）     |                       |
| 飛舞吧！ （2022年10月3日－2023年3月31日） | 布基烏基 （2023年10月2日－2024年） |                       |